# Stift Wallenstein
Das Stift Wallenstein war ein evangelisches Frauenstift, erst in Homberg (Efze), ab 1830 in Fulda.

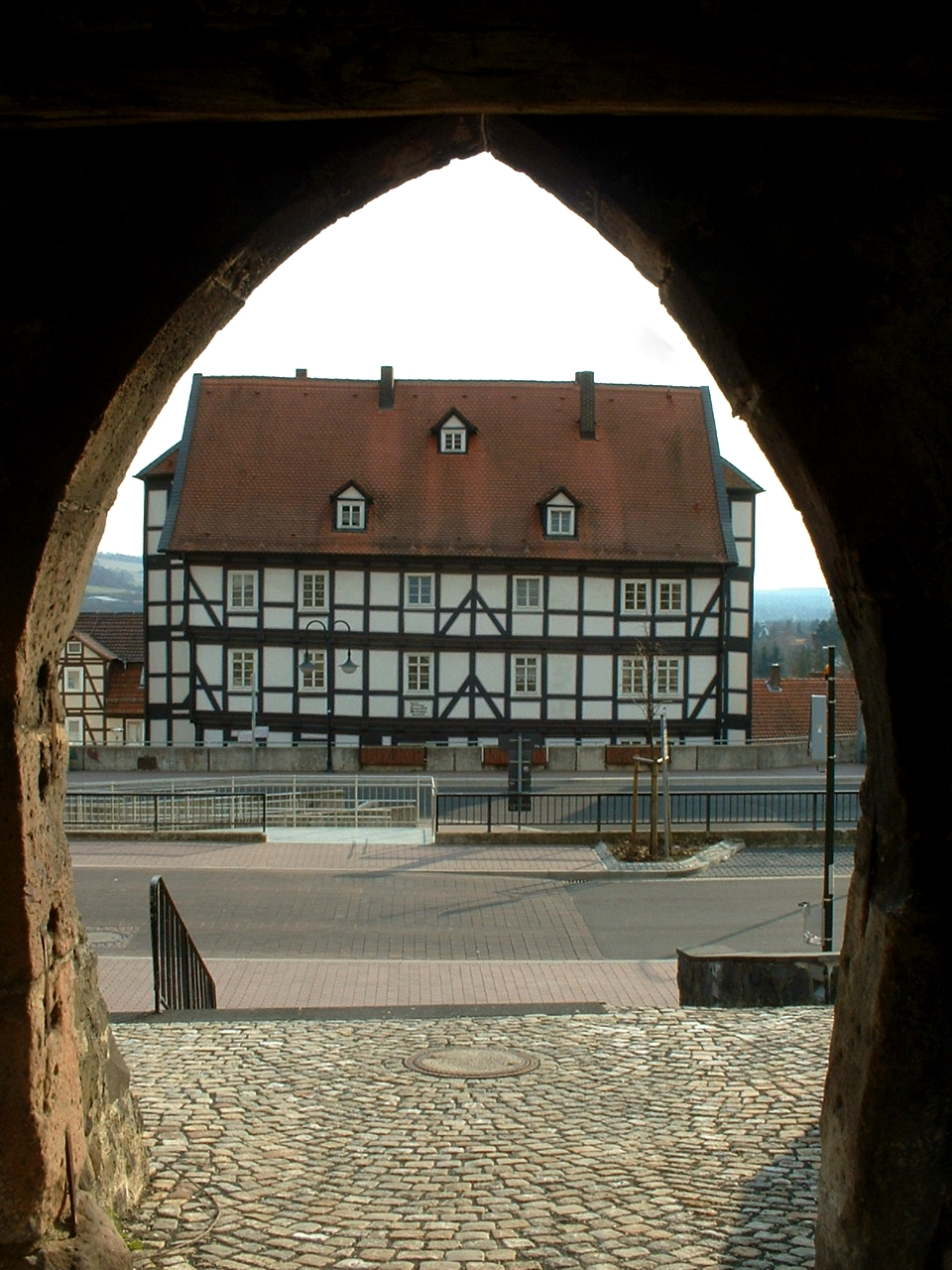
Ehemaliges Stiftsgebäude in Homberg bis 1830

## Geschichte
Gräfin Maria Amalia von Schlitz genannt von Görtz, geborene von Wallenstein (* 3. August 1691 in Homberg (Efze), † 31. Dezember 1762 in Frankfurt am Main) war die letzte der hessischen, ursprünglich auf der Burg Wallenstein im Knüll ansässigen Wallensteins. Sie stiftete 1759 in ihrem Testament das Stift Wallenstein in Homberg (51° 2′ N, 9° 24′ O) als Versorgungseinrichtung für gräfliche und adlige Frauen „beider Konfessionen“ (lutherisch und reformiert). Kaiser Franz I. bestätigte die Stiftung 1763. Das Stift wurde als Folge des sogenannten Dörnbergschen Aufstandes von 1809 gegen die napoleonische Herrschaft, bei dem die Äbtissin Charlotte von Gilsa und die Dechantin Marianne vom und zum Stein, eine Schwester des preußischen Reformers Heinrich Friedrich Karl vom und zum Stein, die Aufständischen unterstützt hatte, geschlossen, erst 1814 nach der Restitution des Kurfürstentums Hessen wieder eröffnet und im Jahr 1830 nach Fulda verlegt, da das in Homberg zur Verfügung stehende Gebäude zu klein geworden war.

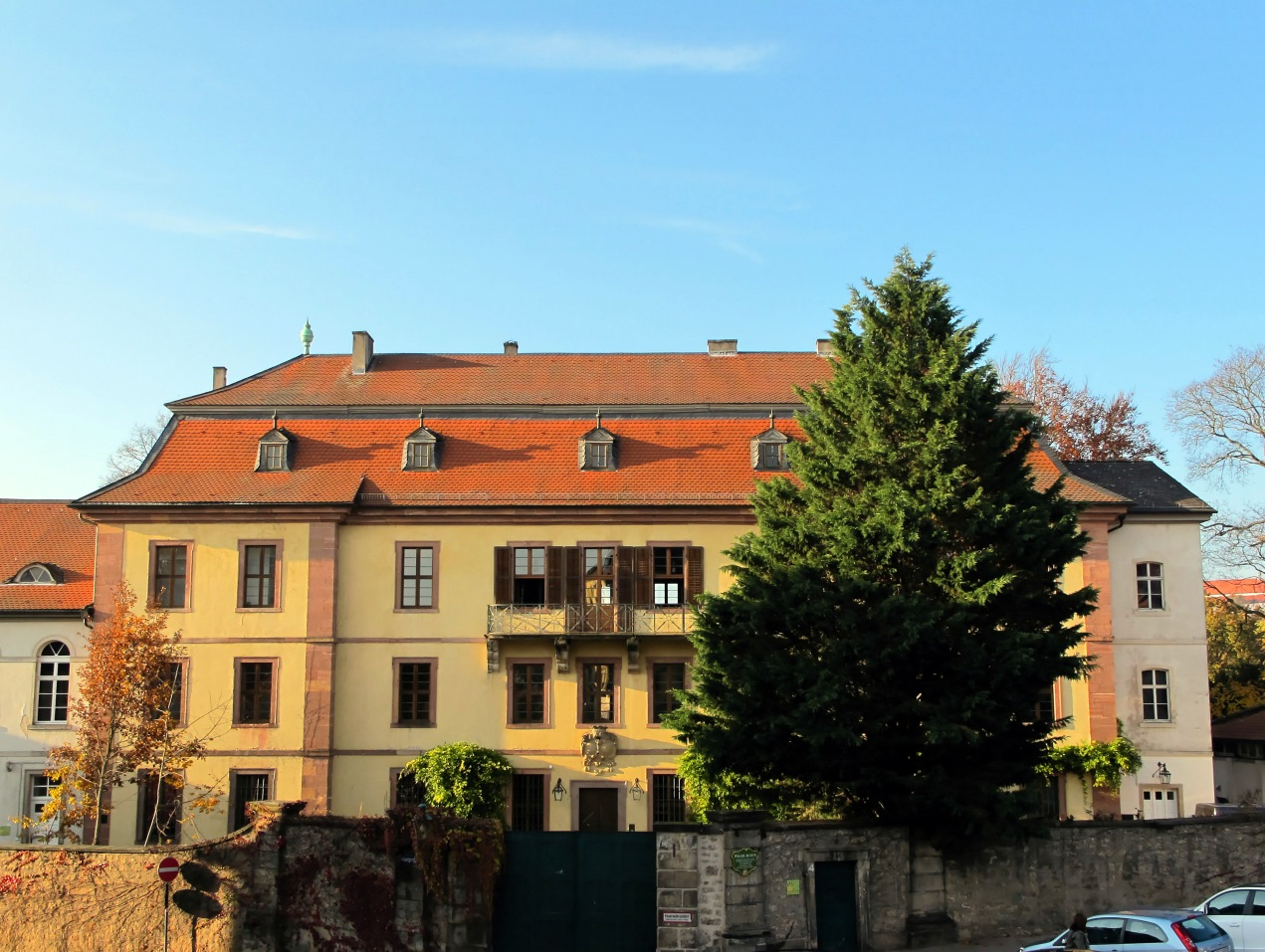
Palais Buseck, Stiftsgebäude in Fulda von 1830 bis 2018

Im Jahre 1832 erwarb das Stift in Fulda das 1732 von Baumeister Andrea Gallasini im Barockviertel zwischen Dom und Schloss errichtete Palais Buseck. Der durch die Säkularisation entmachtete letzte Fuldaer Fürstabt Adalbert von Harstall lebte von 1803 bis zu seinem Tode 1814 in diesem Palais.
Im 19. Jahrhundert war das Stift Wallenstein Zentrum der 1803 vom kurzzeitigen Landesherrn Wilhelm Friedrich von Oranien 1803 gegründeten evangelischen Kirchengemeinde. Da der Gemeinde bis zum Bau der Christuskirche (1896) keine eigenen Räume zur Verfügung standen, stellten die Stiftsdamen solche zur Verfügung. So entstand auf Initiative der Stiftsdamen 1887 auf ihrem Gelände eine „Kleinkinderbewahranstalt“, Vorläufer des heutigen Evangelischen Kindergartens der Christuskirche. Ebenso wurde 1897 eine Diakonissenstation auf ihrem Gelände errichtet. Bis die evangelische Kirchengemeinde 1910 ein eigenes Gemeindehaus erhielt (heute Evangelisches Zentrum „Haus Oranien“), konnte auch der Kirchenchor in Räumen des Stifts üben. Jahrzehntelang trafen sich dort im Rahmen des Deutschen Frauen Missions Gebets Bundes (DFMGB) evangelische Frauen bei Äbtissin Thekla von Holleben (* 22. Juni 1876 in Königsee/Thüringen, † 4. Februar 1959 in Fulda).
1992 wurde das ehemals selbständige Stift Wallenstein mit der Althessischen Ritterschaft verschmolzen. Die letzte Äbtissin, Wilhelmine von Sandersleben, die seit 2005 in Fulda im Evangelischen Alten- und Pflegeheim Emmaus gelebt hatte, starb dort am 15. April 2010 im 90. Lebensjahr und wurde am 23. April 2010 auf dem Stiftsfriedhof am Frauenberg beerdigt. Am 1. Januar 2019 ging das barocke Stiftsgebäude Palais Buseck am Bonifatiusplatz einschließlich der daneben liegenden Hauptwache in das Eigentum der Stadt Fulda über. Die letzte Stiftsdame, Marie-Luise Gräfin zu Eulenburg, geboren am 7. April 1934 in Insterburg, seit 1985 Stiftsdame, hatte das Stift 2006 als Letzte verlassen; sie starb am 19. August 2021 in Fulda.

## Ausstellung 2010
Vom 11. Februar bis 11. April 2010 zeigte das Vonderau Museum in Fulda die Sonderausstellung:"„Freiheits[t]räume – Das Freiadelige Stift Wallenstein von 1759 bis 1992.“ Zur Ausstellung erschien ein Begleitband (Vonderau Museum – Kataloge Bd. 22).